# Amolops vitreus
Amolops vitreus é uma espécie de anfíbio anuro da família Ranidae. Está presente no Laos. Não foi ainda avaliada pela UICN.